# Вдовиченко, Дмитрий Данилович
Дмитрий Данилович Вдовиченко (15 [28] ноября 1903, Севастополь, Таврическая губерния — 28 июля 1965, Ленинград) — деятель РККФ, командир 85-й морской стрелковой бригады, контр-адмирал (21.05.1941), капитан 1-го ранга (21 апреля 1945).

## Биография
Родился в русской семье моряка, старшего механика крейсера «Коминтерн». В РККФ с 1922, член ВКП(б) с 1928.
Учился в ВМУ имени М. В. Фрунзе с сентября 1922 до мая 1926, окончил СККС ВМС в 1931, также обучался на командном факультете ВМА имени К. Е. Ворошилова с декабря 1933 до мая 1937.

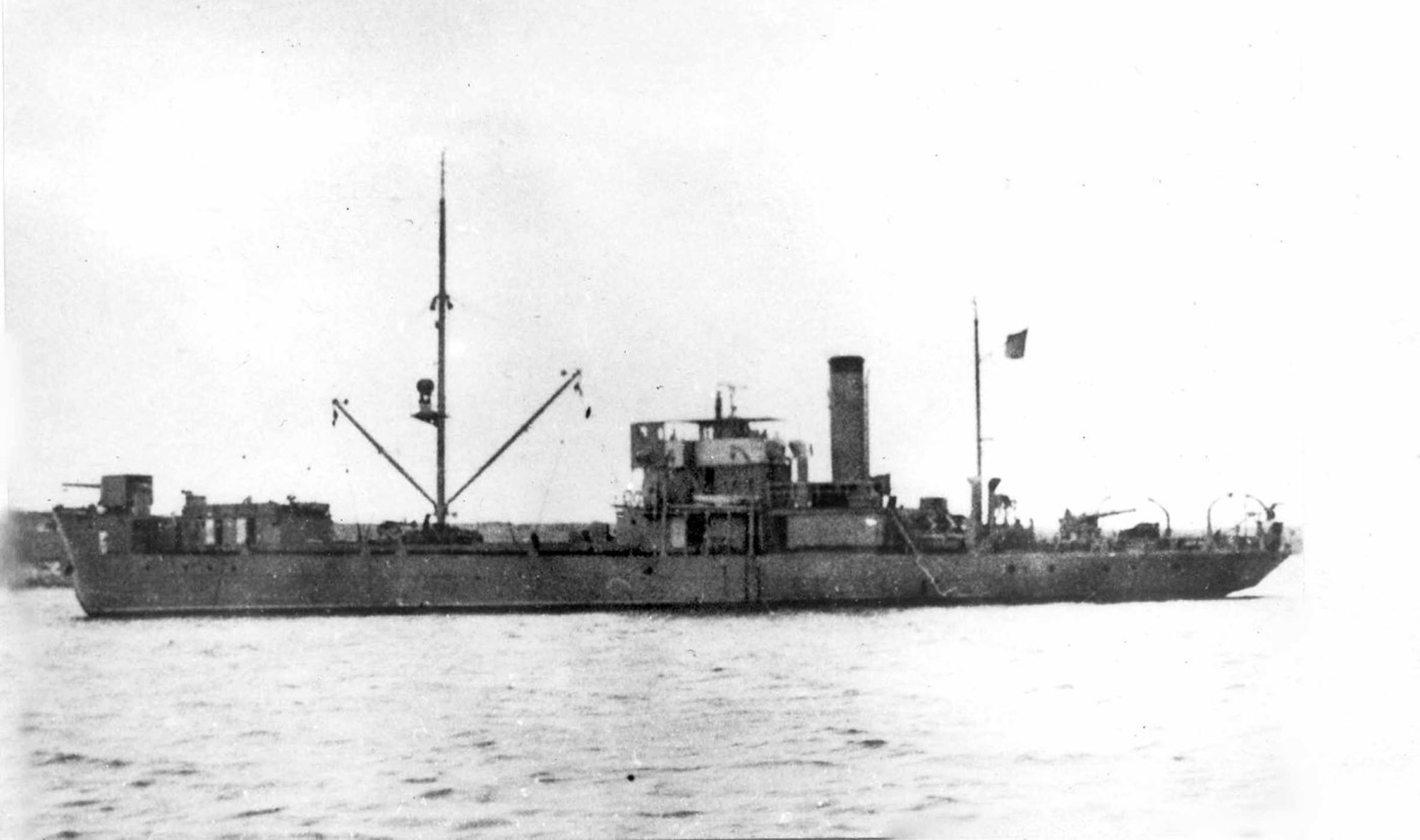
Канлодка «Красная Абхазия» 1920—1930 годы

Вахтенный начальник с мая 1926 до марта 1928, помощник командира до мая 1929, командир канонерской лодки «Красная Абхазия» до декабря 1931. Старший помощник командира крейсера «Коминтерн» в течение 2-х лет, до декабря 1933, в составе МСЧМ. Командир дивизиона сторожевых кораблей с июля 1937 до марта 1938, бригады эскадренных миноносцев до июля 1939, линейного корабля «Октябрьская революция» до марта 1940. Участник Советско-финляндской войны 1939–1940. Командовал эскадрой КБФ с марта 1941, с начала Великой Отечественной войны оставался на этой должности. Однако уже 18 июля 1941 за нарушение воинской дисциплины снят с должности и зачислен в распоряжение кадрового управления ВМФ СССР, находясь в таковом с июля до ноября этого года.
3 августа Вдовиченко был назначен командиром «отряда северо-западного района» для участия в обороне Одессы. Целью отряда было оказание артиллерийской поддержки береговым соединениям. 28 августа крейсер «Червона Украина», лидер «Ташкент», эскадренные миноносцы «Смышленый», «Фрунзе», «Шаумян» и канонерская лодка «Красная Грузия» поддерживали артиллерийским огнем части восточного сектора обороны Одессы в районе деревень Ильинка, Чабанка, Новая Дофиновка, Гильдендорф. Корабли под командованием контр-адмирала Д. Д. Вдовиченко выполнили поставленную задачу. Они подавили батареи противника, которые обстреливали Одессу.
Командир 85-й морской стрелковой бригады с ноября 1941 (по другим данным с января 1942) до марта 1942 на Карельском фронте. Начальник штаба Кронштадтской военно-морской базы с марта по август того же года. Командир шхерного отряда кораблей Балтийского флота с августа 1942 до сентября 1943, затем снова в распоряжении управления кадров офицерского состава (УКОС) ВМФ СССР с сентября по ноябрь 1943. Командир Очаковской военно-морской базы с ноября 1943 по март 1944, после чего от занимаемой должности отстранён и опять назначен в распоряжение УКОС ВМФ СССР до августа того же года, а затем с декабря 1944 до марта 1945. В перерыве начальник штаба отряда учебных кораблей с августа по декабрь 1944, в распоряжении командующего Балтийским флотом с апреля по март 1945. За нарушение воинской дисциплины понижен в воинском звании. Командир 11-го дивизиона тральщиков с мая 1945 до марта 1946, бригады ОН ЮБФ с марта 1946 до марта 1947.
С марта 1947 в запасе. Похоронен на Северном кладбище.

### Звания
- контр-адмирал, 21 мая 1941;
- капитан 1-го ранга, 21 апреля 1945.

### Награды
Награждён орденом Ленина в 1946, двумя орденами Красного Знамени в 1945 и 1947, орденом Отечественной войны I степени в 1945, орденом Красной Звезды в 1940, медалями, а также именным оружием.